# The Glades
The Glades es una serie dramática de televisión de A&E Network creada por Clifton Campbell. El drama de una hora se estrenó el domingo 11 de julio de 2010.
Matt Passmore interpreta a Jim Longworth, un detective de Chicago que empezó a trabajar al sur de Florida con el Departamento de Policía de Florida (FDLE), tras ser acusado falsamente de tener relaciones sexuales con la esposa de su capitán.

## Reparto
1. Matt Passmore es el Det. Jim Longworth.
2. Kiele Sanchez es Callie Cargill.
3. Carlos Gómez es Dr. Carlos Sánchez.
4. Uriah Shelton es Jeff Cargill.
5. Jordan Wall es Daniel Green.
6. Michelle Hurd es Colleen Manus.